# You Are the Music in Me
«You are the Music in Me» es el segundo sencillo lanzado en Gran Bretaña de la película original de Disney Channel, High School Musical 2. La versión de Sharpay aparece como un track adicional.

## Posicionamiento
| Listas (2007)          | Posición |
| ---------------------- | -------- |
| Canadian Hot 100       | 54       |
| Germany Singles Chart  | 75       |
| Irish Singles Chart    | 12       |
| Polish Top 50 Singles  | 32       |
| Swiss Top 100 Singles  | 75       |
| UK Singles Chart       | 26       |
| U.S. Billboard Hot 100 | 31       |

## Video musical
El video musical es sólo el clip visto en la película, pero de otra edición. Nuevo vídeo se hizo para ella, pero el clip tomado de la película se utilizó para la promoción. Comienza con Kelsi, Gabriella y Troy cantando en el piano que termina con algunas tomas emitidas de la primera película.

## Formatos
- Enhanced CD single

1. «You Are the Music in Me» (Vanessa Hudgens & Zac Efron)
(Con Stephen Furst, Noel MacNeal, Peter Linz, Vicki Kenderes-Eibner, Tyler BUunch, Jerry Nelson, Dave Goelz, Frank Oz, Steve Whitmire, Kathryn Mullen, Frank Welker, Neil Flynn, Patrick Warburton, Nicole Sullivan, Jim Cummings, & Karen Prell)
2. «You Are the Music in Me» (Sharpay Version) (Ashley Tisdale & Zac Efron)
3. «You Are the Music in Me» (Instrumental)
4. «You Are the Music in Me» (Sharpay Version) (Instrumental)
5. «You Are the Music in Me» (Video musical)

## Versiones Ineternacionales
Esta canción posee versiones internacionales de todo el mundo.
- "You are the Music in Me"

 Estados Unidos 
Zac Efron y Vanessa Hudgens.
- "Eres la Música en Mí"

 Argentina,  México y  España
Valeria Gastaldi y Daniel Martins (Argentina), Paulina Holguín y Roger González (México), Mota (España) (Aclaración: Ellos hicieron la Versión de Sharpay)
- "De stem van mijn hart"

 Países Bajos 
Thomas Berge y Tess Gaerthe
- "длю этой музыки миг"

 Rusia 
Kseniya Larina & Sergey Lazarev
- "Anata wa watashi no kokoro no ungaku"

 Japón 
Nami Tamaki
- "Tu sei la Musica in Me"

 Italia 
PQuadro
- "Ez A Mi Dalunk Már"

 Hungría 
Alexandra Rozman y Márk Zentai
- "Du Er Musikken Meg"

 Noruega  
Julia Geitvik y Lars Berteig Andersen
- Du Är Musiken I Mig

 Suecia 
Molly Sanden y Ola Svennson
- "Du bist wie Musik"

 Alemania
Ben y Kate
- "Você é a Musica em Mim"

 Brasil
Thiago Fragoso e Ituana Ciribelli
- "İçimdeki Müzik Sensin"

 Turquía 
Keremcem
- "You are the Music in Me" y "Kau Muzic di hatiku"

 Malasia 
Vince Chong y Jaclyn Victor
- "Du Er Mit Livs Melody"

 Dinamarca 
Rebekka Mathew y Simon Mathew
- "Moja Muzika to Ty"

 Polonia  
Hania Stach y Andrzej Lampert
- "Dhun teri hai Saansoin Mein"

 India
Dhun y Rozana